# آن تريزمان
كانت آن ماري تريزمان (27 فبراير 1935 - 9 فبراير 2018) عالمة نفس إنجليزية متخصصة في علم النفس المعرفي. بحثت في الانتباه البصري والإدراك الحسّي للكائن والذاكرة. وتعَد نظرية ميّزة تكامل الانتباه واحدة من الأفكار الأكثر تأثيرًا التي نشرتها لأول مرة مع ج. جيليد في عام 1980. درّست تريزمان في جامعة أكسفورد وجامعة كولومبيا البريطانية وجامعة كاليفورنيا وجامعة بيركلي وجامعة برينستون. من بين أبرز زملاء ما بعد الدكتوراه الذين أشرفت عليهم نانسي كانويشر ونيلي لافي. في عام 2013، حصلت تريزمان على الميدالية الوطنية للعلوم من الرئيس باراك أوباما لعملها الرائد في دراسة الانتباه. خلال حياتها المهنية الطويلة، حدّدت تريزمان تجريبيًا ونظريًا مسألة كيفية اختيار المعلومات ودمجها لتشكيل أشياء ذات مغزى توجّه الفكر الإنساني وتصرفاته.

## الحياة والتعليم
وُلدت آن تريزمان في مدينة ويكفيلد في مقاطعة يوركشاير في إنجلترا. انتقلت عائلتها بعد ذلك بعامين إلى قرية بالقرب من روتشستر بمقاطعة كنت، حيث عمِل والدها بيرسي تايلور وزيرًا للتعليم خلال الحرب العالمية الثانية. كانت والدتها سوزان تورين فرنسية. في سن الحادية عشر، انتقلت تريزمان مع أسرتها إلى بلدة ريدنغ في مقاطعة بيركشاير، حيث التحقت بمدرسة كندريك للقواعد للإناث. أجبر نظام التعليم باللغة الإنجليزية في ذلك الوقت تريزمان على اختيار ثلاثة مواد فقط في السنتين الأخيرتين في المدرسة الثانوية، وركّزت تريزمان على فنون اللغة (الفرنسية واللاتينية والتاريخ).
حصلت تريزمان على إجازة في الأدب الفرنسي من كلية نيونهام في كامبريدج عام 1954. حازت على إجازة من الدرجة الأولى بامتياز، ما أتاح لها الحصول على منحة دراسية كانت استخدمتها لتنال إجازة ثانية في علم النفس. خلال هذه السنة الإضافية، درست تريزمان تحت إشراف ريتشارد غريغوري، الذي عرّفها بالطرق المختلفة لاستكشاف العقل من خلال التجارب في الإدراك الحسّي. أثناء وجودها في كامبريدج، كانت نشِطة في المشهد الموسيقي الشعبي.
في عام 1957، التحقت تريزمان بجامعة أكسفورد للعمل لنيل شهادة الدكتوراه بإشراف كارلوس أولدفيلد. أجرت تريزمان بحثًا عن فقدان القدرة على الكلام (الحبسة)، ولكن سرعان ما تابعت اهتمامها بالأشخاص غير السريريين. وجّه كتاب دونالد برودبنت -الذي حمل عنوان «الإدراك الحسّي والتواصل»- أبحاثَ تريزمان. بعد ثلاث سنوات من البحث، تزوّجت من ميشيل تريزمان في عام 1960، وهو طالب آخر من جامعة أوكسفورد. بعد عامين، أكملت تريزمان أطروحتها «الانتباه الانتقائي وفهم الكلام» في عام 1962.
في عام 1976، أنهى الطلاق زواج تريزمان من ميشيل. تزوّجت عام 1978 من دانيال كانمان الذي فاز بجائزة نوبل التذكارية في العلوم الاقتصادية في عام 2002.
توفيّت في 9 فبراير 2018 إثر إصابتها بسكتة دماغية.

## حياتها المهنية
في الوقت الذي كانت فيه تريزمان تعمل من أجل الحصول على شهادة الدكتوراه، كان علم النفس يتحوّل من وجهة نظر سلوكية إلى فكرة أن السلوك هو نتيجة معالجة المعلومات النشطة. قدم دونالد برودبنت وكولن شيري مؤخرًا فكرة الاستماع الانتقائي (وغالبًا ما تتمثّل بما يسمى «تأثير حفل الكوكتيل»). اقترح برودبنت لاحقًا «نموذج التصفية» من الانتباه الانتقائي ينصّ على أن المعلومات السمعية المهملة لا تُحلّل، بل تُصفّى في وقت مبكر في عملية الإدراك الحسّي. تعرّضت هذه النظرية للانتقاد لأنها لم تستطع توضيح سبب مرور المعلومات المهملة أحيانًا من خلال «التصفية».
بعد حصولها على شهادة الدكتوراه، عملت تريزمان في وحدة أبحاث اللغويات النفسية التابعة لمجلس البحوث الطبية، حيث أجرت أبحاثًا في الاستماع الانتقائي. في عام 1964، اقترحت تريزمان «نظرية التوهين» التي عدّلت نموذج تصفية برودبنت من خلال الإشارة إلى أن المعلومات المهملة هي موهّنة، وليست مُصفّاة بالكامل. استخدمت تريزمان مهمّة استماع ثنائية التفرّع، إذ سمِع من خلالها المشاركون لغاتٍ متعدّدة وأصواتًا مختلفة (ذكر مقابل أنثى). وأظهرت أن الفرق بين لغتين معروفتين على قدم المساواة لا يسمح بأي انتقاءٍ أكثر كفاءة من وجود اختلاف في الموضوع المطروح بين رسالتين في نفس اللغة. ومع ذلك، أنتجت لغات أجنبية غير معروفة تداخلًا أقل. يبدو أن الرفض الكامل للغة ما كان شبه مستحيلٍ، مع وجود درجة من التباين اعتمادًا على الخصائص المادية ولغة الرسالة الواردة. استنتجت تريزمان أن ميزات الرسائل الواردة المتعدّدة تُحلّل بنجاح، وأن الانتقاء بين الرسائل بنفس الصوت والشدّة والتوضيع يحدث أثناء هذا التحليل، بدلاً من التحليل الذي يسبقه أو الذي يليه، ما يؤدي إلى إدراك محتواها اللفظي. قدرة معالجة المعلومات محدودة بعد هذا التحليل؛ تعالج العملية مُدخلًا واحدًا في آنٍ واحد، إما يحتفظ برسالة واحدة حيثما أمكن ذلك، أو يبدّل بين الاثنين. وبالتالي، يمكن رفض اقتراح برودبنت القائل إن فئات الكلمات تشكل «قنوات مدخلات» منفصلة. وأشارت نظريتها أيضًا إلى أن الخصائص الفيزيائية تُعالج مبكرًا، بينما تحدث المعالجة الدلالية في مرحلة لاحقة. كان لعملها تأثير بالغ على مجالها. على سبيل المثال، في عام 1967، أثناء عملها عالمة زائرة في قسم علم النفس في مختبرات بل فون، نشرت بحثًا في مجلة المراجعة النفسية كان «أساسيًا لتطوير الانتباه الانتقائي باعتباره مجال دراسة علمي».
قبِلت تريزمان وكانمان تسلّم مناصب في جامعة كولومبيا البريطانية بعد فترةٍ قصيرة من زواجهما. في عام 1980، نشرت تريزمان وجيليد بحثهما الأساسي حول ميّزة التكامل (إف آي تي). تتمثّل أحد العناصر الأساسية في زف آي تي في أن المراحل المبكرة من إدراك الكائن تعمل على تشفير ميزات: كاللون والشكل والميول للكيانات المنفصلة. يجمع الانتباه المركّز بين هذه السمات المتميّزة في الكائنات المُدركة.
انتقلت تريزمان إلى جامعة كاليفورنيا، بيركلي، في عام 1986، حيث أدارت هي وكانمان «مختبر الانتباه» المشترك في قسم علم النفس. من عام 1993 إلى حين تقاعدها في عام 2010، كانت تريزمان عضوًا في قسم علم النفس بجامعة برينستون. حصلت على لقب أستاذة علم النفس بجامعة برينستون جيمس إس. ماكدونيل في عام 1995. ظهر عملها في 29 فصلًا من فصول الكتب وأكثر من 80 مقالة في المجلات، وقد اقتُبِس عملها بكثافة في الأدب النفسي، بالإضافة إلى إدراجه بصورة بارزة في كل من الكتب المدرسية التمهيدية والمتقدمة. في عام 2015 أنشئ مركز كانمان وتريزمان للعلوم السلوكية والسياسة العامة، ومقره برينستون في كلية وودرو ويلسون بصفته هدية لم يكشف عن هوية صاحبها، تكريمًا لإرث دانيال كانمان وآن تريزمان.